# This Left Feels Right Live
This Left Feels Right Live es un vídeo en directo de Bon Jovi, grabado en el Hotel Casino Borgata de Atlantic City (Nueva Jersey, Estados Unidos) el 14 de noviembre de 2003. Fue editado en 2004 y contiene un DVD extra con varios temas grabados en Hyde Park (Londres, Reino Unido) el 28 de junio de 2003.

## Contenido

### DVD-1
- «Love For Sale»
- «You Give Love A Bad Name»
- «Wanted Dead Or Alive»
- «Livin' On A Prayer»
- «It's My Life»
- «Misunderstood»
- «Lay Your Hands On Me»
- «Someday I'll Be Saturday Night»
- «Last Man Standing»
- «Sylvia's Mother»
- «Everyday»
- «Bad Medicine»
- «Bed Of Roses»
- «Born To Be My Baby»
- «Keep The Faith»
- «Joey»
- «Thief Of Hearts»
- «I'll Be There For You»
- «Always»
- «Blood On Blood»

### DVD-2
- Lay Your Hands On Me
- Raise Your Hands
- Captain Crash & The Beauty Queen From Mars
- Blood On Blood
- Bounce
- Everyday

## Certificaciones
| País             | Certificación | Ventas por certificado |
| ---------------- | ------------- | ---------------------- |
| Australia (ARIA) | Oro           | 7500                   |
| Brasil (PMB)     | Oro           | 25.000                 |